# Bürstadt
Bürstadt er en lille tysk by i Landkreis Bergstraße i det sydlige Hessen. Den indeholder tre bydele: Bobstadt, Bürstadt og Riedrode. Bobstadt og Riedrode ligger ca. 1 km fra Bürstadt weg.

## Kommunalvalg 2011
| Parti                 | Procent |
| --------------------- | ------- |
| CDU                   | 44,9    |
| SPD                   | 27,1    |
| Bündnis 90/Die Grünen | 19,0    |
| FDP                   | 9,0     |

## Partnerbyer
Bürstadt er partnerby til
- Krieglach, Østrig siden 1974
- Wittelsheim, Frankrig siden 1982
- Minano, Japan siden 1984
- Glauchau, Tyskland siden 1991